# Донс, Эрик
Эрик Донс (норв. Erik Dons; 2 апреля 1915, Хортен, Вестфолл — 29 января 2002, Осло) — норвежский государственный деятель, дипломат.

## Биография
Сын капитана ВМФ Норвегии. В 1934 году окончил школу и стал изучать право в Университете Осло, в 1939 году получил степень кандидата юридических наук. С 1940 года начал работать в министерстве иностранных дел Норвегии. После начала Второй мировой войны последовал за политическим руководством в изгнание в Лондон.
В 1949 году был назначен помощником госсекретаря. С 1952 года был советником норвежской делегации Организации Объединенных Наций, присутствовал на заседаниях Генеральной Ассамблеи с 1946 по 1955 год.
В 1949 и 1951 годах представлял Норвегию в Генеральном совете Международной организации по делам беженцев, был членом делегации Экономического и Социального Совета Организации Объединенных Наций с 1954 по 1955 год.
С 1956 по 1959 год работал послом Норвегии в Таиланде, Индонезии и на Филиппинах, с 1959 по 1964 год — посол в Китайской Народной Республике, с 1964 по 1966 год — в Португалии.
В 1967 году — специальный советник Министерства иностранных дел Норвегии, с 1976 по 1981 год был послом Норвегии в ГДР. Затем, до 1985 года снова работал в МИД Норвегии.
Написал две книги: «Norsk statsborgerrett» (1947) и «FN i arbeid» (1949).